# 森遠城
森遠城（もりとおじょう）は、徳島県美馬市木屋平にあった日本の城。

## 歴史
築城年代は定かではなく、城主の木屋平氏は平知盛の後裔といわれている。
木屋平氏は阿波国守護の細川氏に仕え、長宗我部元親の勢力が伸びてくるとこれに従い、中富川の合戦にも従軍。江戸時代には蜂須賀氏に50石で取り立てられ松家氏と称した。